# Leonardo Véliz
Leonardo Iván Véliz Díaz (Valparaíso, 1945. szeptember 3. –) chilei válogatott labdarúgó. 

## Pályafutása

### Klubcsapatban
1964 és 1967 között az Everton csapatában kezdte a pályafutását. 1968 és 1971 között az Unión Españolát erősítette. 1972-ben a Colo-Colo együtteséhez igazolt, melynek tagjaként két időszakban három alkalommal (1972, 1979, 1981) nyerte meg a chilei bajnokságot. 1975 és 1977 között ismét az Unión Españolában játszott és két bajnoki címet szerzett. 1982 és 1983 között az  O'Higgins játékosaként fejezte be a pályafutását.

### A válogatottban
1966 és 1981 között 39 alkalommal szerepelt az chilei válogatottban és 2 gólt szerzett. Részt vett az 1974-es világbajnokságon és tagja volt az 1975-ös és az 1979-es Copa Américan részt vevő válogatottak keretének is.

## Sikerei, díjai
Colo-Colo
- Chilei bajnok (3): 1972, 1979, 1981

Unión Española
- Chilei bajnok (2): 1975, 1977

## Külső hivatkozások
- Leonardo Véliz adatlapja a National-Football-Teams.com oldalon (angolul)

- Leonardo Véliz (spanyol nyelven). solofutbol.cl
- Leonardo Véliz (angol, francia, spanyol nyelven). FootballDatabase.eu
- Leonardo Véliz (német nyelven). kicker.de
- Leonardo Véliz adatlapja a worldfootball.net oldalon (angolul)